# 289
289 (CCLXXXIX na numeração romana) foi um ano comum do século IV do Calendário Juliano, da Era de Cristo, teve início a uma terça-feira  e terminou também a uma terça-feira, a sua letra dominical foi F (52 semanas)
| Ano completo                       |
| ---------------------------------- |
| Ano comum com início à terça-feira |

## Acontecimentos
- Constâncio Cloro casa-se com Flávia Maximiana Teodora, enteada de Maximiano depois de rejeitar Helena de Constantinopla, sua mulher e mãe de Constantino.